# Agence norvégienne de coopération au développement
 (avril 2021).
L'Agence norvégienne de coopération au développement (Norad) est une direction relevant du ministère norvégien des Affaires étrangères. En ce qui concerne l'Initiative internationale sur le climat et les forêts de la Norvège (NICFI), le Norad relève du ministère norvégien du climat et de l'environnement.
Les missions de Norad sont définies dans les termes de référence de l'agence et les lettres d'attribution annuelles émises par le ministère des Affaires étrangères et le ministère du Climat et de l'Environnement.
Norad s'efforce de garantir une aide étrangère efficace, avec une assurance et une évaluation de la qualité. Norad finance des ONG et mène ses propres recherches et projets. Le directeur général actuel est Jon Lomøy. Norad était autrefois l'organisation officielle d'aide au développement en Norvège . À la mi-2004, la responsabilité de l'aide publique au développement d'État à État a été transférée au ministère norvégien des Affaires étrangères, tandis que le Norad continue de financer les activités des ONG dans les pays en développement, contribue à la gestion des fonds de développement et s'efforce d'assurer que la coopération au développement norvégienne est évaluée et efficace.

## Organisation
Norad comprend les départements suivants :
- Bureau du directeur général
- Département du climat, de l'énergie, de l'environnement et de la recherche
- Département de l'éducation et de la santé mondiale
- Département du développement économique, du genre et de la gouvernance
- Département de la société civile
- Département de l'assurance qualité
- Département de la communication
- Département des ressources humaines et de l'administration
- Département d'évaluation

La Norvège a accordé 36,6 milliards de NOK d'aide au développement en 2016, ce qui correspond à 1,11% du revenu national brut (RNB) de la Norvège.

## Direction
- Directeur général, Bård Vegar Solhjell
- Directrice de la communication, Eva Bratholm